# Acherontia confluens
Acherontia confluens är en fjärilsart som beskrevs av Franz Dannehl 1925. Acherontia confluens ingår i släktet Acherontia och familjen svärmare. Inga underarter finns listade i Catalogue of Life.